# Strawberry Fields Forever
"Strawberry Fields Forever" é uma canção da banda de rock inglesa, The Beatles, composta por John Lennon, mas creditada à dupla Lennon-McCartney. Foi inspirada nas lembranças de Lennon a brincar no jardim de "Strawberry Field", um orfanato do Exército da Salvação próximo de onde ele morava.
A canção foi gravada para possível inclusão no álbum (até então sem título) Sgt. Peppers Lonely Hearts Club Band, tendo sido a primeira canção gravada nas sessões desse álbum, mas acabou sendo lançada em fevereiro de 1967 como um compacto de duplo lado-A com a canção "Penny Lane", de Paul McCartney.
"Strawberry Fields Forever" alcançou o oitavo lugar nos E.U.A., com numerosos críticos descrevendo-a como uma das melhores gravações do grupo. Posteriormente foi incluída na versão estadunidense de Magical Mystery Tour.
Foi uma canção chave para definição do rock psicodélico, e foi regravada por muitos artistas.

## Antecedentes e composição
Strawberry Field era o nome de um orfanato do Exército da Salvação que ficava próximo da casa em que John Lennon morava na infância, em Woolton, Liverpool. Lennon e seus amigos de infância Pete Shotton, Nigel Walley e Ivan Vaughan costumavam brincar no jardim arborizado atrás da casa. Uma das diversões de Lennon à época era uma espécie de quermesse que ocorria a cada verão no Calderstones Park, próximo à casa, onde a banda do Exército da Salvação tocava. Mimi Smith, tia de Lennon, relembra: "Logo que ouvíamos a banda do Exército da Salvação começando, John saltitava, gritando: 'Mimi, vamos. Nós vamos chegar atrasados!"
"Strawberry Fields Forever", de John Lennon, e "Penny Lane", de Paul McCartney, compartilham o tema de nostalgia de seus primeiros anos em Liverpool. Embora ambos se refiram a lugares reais, as duas canções também têm fortes conotações surreais e psicodélicas. O produtor George Martin disse que, quando ouviu "Strawberry Fields Forever" pela primeira vez, achou que ela evocava um "nebuloso e impressionista mundo onírico"
O período de composição da canção foi de mudança e deslocamento para John Lennon. Os Beatles tinham acabado de abandonar os palcos após um dos períodos mais difíceis da carreira, incluindo a controvérsia do "mais populares que Jesus" e a desfeita não intencional com a primeira-dama das Filipinas, Imelda Marcos. Lennon falou sobre a canção em 1980: "Toda minha vida eu fui diferente. A segunda estrofe [da música] diz: 'No one I think is in my tree' ['Ninguém, penso, está na minha árvore']. Bem, eu era muito tímido e inseguro. Ninguém parecia comigo - era o que eu estava dizendo. Então eu devo ser louco ou gênio: 'I mean it must be high or low'" ['Ou seja, isso deve ser bom ou ruim'].
John Lennon começou a escrever a canção em Almería, Espanha, durante as filmagens de How I Won the War, de Richard Lester, entre setembro e outubro de 1966. A primeira demo da canção, gravada em Almería, possui apenas uma estrofe, sem refrão: "There's no one on my wavelength / I mean, it's either too high or too low / That is you can't you know tune in but it's all right / I mean it's not too bad". Lennon revisou as palavras da estrofe para torná-las mais obscuras, e então escreveu a melodia e parte da letra do refrão (a qual, então, servia como ponte e ainda não incluía a referência a Strawberry Fields). A primeira estrofe que Lennon escreveu se tornou a segunda na versão lançada, e a segunda se tornou a última.

## A gravação
O título de trabalho era "It's Not Too Bad", e o engenheiro de som Geoff Emerick lembra-se dela como "uma grande, grande canção, desde que John a cantou para nós todos pela primeira vez, tocando no violão". A gravação começou no dia 24 de novembro de 1966, no Estúdio Dois da Abbey Road, em um gravador de 4 canais. Levou 45 horas para gravar, ao longo de cinco semanas. A canção integraria o álbum Sgt. Pepper's Lonely Hearts Club Band, mas em vez disso foi lançada como compacto.
A banda gravou três versões diferentes da canção. Depois de Lennon tocar a canção para os outros Beatles em seu violão, a banda gravou a primeira tomada. Lennon tocou um Epiphone Cassino; McCartney tocou um Mellotron, um novo instrumento comprado por Lennon em 12 de agosto de 1965; Starr tocou bateria e Harrison, guitarra. A primeira tomada gravada começava com a estrofe "Living is easy...", em vez do refrão "Let me take you down..." que inicia a versão lançada. A primeira estrofe levava diretamente à segunda, sem o refrão entre ambas. Os vocais de Lennon foram duplicados automaticamente a partir das palavras "Strawberry fields forever" até o final da primeira estrofe. A última estrofe, "Always, no sometimes..." tinha um harmonia tripla, com McCartney e Harrison cantando um "vocal de fundo onírico". Esta versão foi logo abandonada e permaneceu inédita até o lançamento da série The Beatles Anthology, em 1996.
Quatro dias depois, a banda se reuniu para tentar um arranjo diferente. A segunda versão da canção apresentava a introdução de McCartney no Mellotron seguida pelo refrão. Eles gravaram cinco tomadas das trilhas básicas para este arranjo, tendo a última sido escolhida como melhor e submetida a overdubs adicionais. O vocal final de Lennon foi gravado com a fita rodando rápido, então, quando tocada de volta à velocidade normal, a tonalidade estaria alterada, dando à sua voz um efeito distorcido. Esta versão foi usada para o primeiro minuto da gravação lançada.
Depois de gravar a segunda versão da canção, Lennon quis fazer algo diferente com ela, como relembra Martin: "Ele a queria como uma suave canção onírica, mas disse que ela ficou muito "rouca". Ele me perguntou se eu lhe poderia escrever uma nova linha de cordas. Então eu escrevi um novo arranjo (com quatro trompetes e três violoncelos) e gravamos, mas ele não gostou". Entrementes, nos dias 8 e 9 de dezembro, outra trilha básica foi gravada, usando um Mellotron, guitarra, piano, a gravação de címbalo tocando de trás para frente, e uma harpa indiana ("swarmandel"). Depois de rever as fitas da versão de Martin e a original, Lennon disse-lhe que gostou de ambas. Embora Martin tenha dito a Lennon que o arranjo da versão orquestral tinha sido gravado num andamento mais rápido e num tom mais alto (Si maior) que a primeira versão (Lá maior), Lennon disse: "Você pode dar um jeito nisso, Geroge", dando à Martin e a Emerick a difícil tarefa de combinar as duas fitas.
Com apenas um par de tesouras de edição, dois gravadores e um controlador de velocidade variável, Emerick compensou as diferenças de tom e velocidade aumentando a velocidade da primeira versão e diminuindo a da segunda. Ele, então, reuniu as versões, iniciando o arranjo orquestral no meio do segundo refrão. (Já que a primeira versão não incluía o refrão depois da primeira estrofe, ele também juntou as sete primeiras palavras do refrão de outra parte na primeira versão). A mudança de altura na junção das versões deu à voz de Lennon um aspecto diferente.
Algumas vocalizações de Lennon são vagamente audíveis ao final da canção, captadas como áudio vazado pelo microfone da bateria (audições mais atentas revelam Lennon fazendo outros comentários com Ringo). Nos boatos sobre a suposta morte de Paul McCartney, essas falas de Lennon foram entendidas como "I buried Paul" ["Eu enterrei Paul"]. Em 1974, McCartney disse: "Não era 'I buried Paul', de forma alguma. Aquilo era John dizendo 'cranberry sauce' ['torta de oxicoco']. É o humor de John. John diria algo totalmente fora de contexto, como torta de oxicoco. Se você não percebe que John poderia falar torta de oxicoco quando ele gostasse da ideia, então você começa a ouvir uma palavrinha lá e pensa 'ahá!'.
Pouco antes de sua morte, em 1980, John Lennon expressou sua insatisfação com a versão final da canção, dizendo que foi "mal gravada" e chegando ao ponto de acusar McCartney de inconscientemente sabotar a gravação.

## O lançamento
Quando o empresário Brian Epstein pressionou Martin para o lançamento de um novo compacto dos Beatles, Martin lhe disse que os Beatles haviam gravado "Strawberry Fields Forever" e "Penny Lane", as quais, na opinião de Martin, eram as melhores canções até então. Epstein disse que eles lançariam as canções num compacto de duplo lado-A, como tinham feito com o compacto anterior "Yellow Submarine" & "Eleanor Rigby". O compacto foi lançado nos E.U.A. no dia 13 de fevereiro de 1967, e, no Reino Unido, no dia 17 de fevereiro de 1967. Seguindo a filosofia da banda de que canções lançadas em compactos não deveriam estar nos álbuns novos, ambas foram finalmente excluídas do Sgt. Pepper's Lonely Hearts Club Band, mas posteriormente Martin admitiu que isso foi um "erro terrível".
Pela primeira vez, desde "Love Me Do" em 1962, um compacto dos Beatles falhou em alcançar o topo das paradas do Reino Unido. Ficou em segundo lugar, ultrapassado por "Release Me", de Engelbert Humperdinck. Numa entrevista de rádio à época, McCartney disse não ter ficado chateado porque a canção de Humperdinck era de um tipo totalmente diferente. Starr depois disse que tinha sido um "alívio", porque "tirou um pouco da pressão". "Penny Lane" alcançou o primeiro lugar nos Estados Unidos, enquanto "Strawberry Fields Forever" chegou ao oitavo.
A canção é a faixa de abertura da coletânea 1967–1970, lançada em 1973, e também aparece na trilha sonora Imagine, lançada em 1988. Em 1996, três versões inéditas foram inclusas no álbum Anthology 2: A demo caseira original de John Lennon; uma versão alterada da primeira tomada de estúdio; e a sétima tomada completa, da qual se escuta apenas o primeiro minuto na versão master. Em 2006, uma nova versão mixada da canção foi inclusa no álbum Love; feita a partir de uma demo acústica (rodada na velocidade real gravada) e incorpora elementos de "Hello, Goodbye", "Baby, You're a Rich Man", "In My Life",  "Sgt. Pepper's Lonely Hearts Club Band", "Penny Lane", e "Piggies".

## Recepção crítica
"Strawberry Fields Forever" foi aclamada pelos críticos e ainda é considerada um clássico. Três semanas depois de seu lançamento, a revista Time saudou a canção como "a mais recente amostra da espantosa inventividade dos Beatles". Richie Unterberger, do Allmusic, saudou a canção como "uma das maiores realizações dos Beatles, e uma das melhores canções da parceria Lennon-McCartney". Ian MacDonald escreveu em Revolution in the Head que [a canção] "mostra uma expressão de ordem superior... poucos - ou nenhum [dos compositores contemporâneos] - são capazes de expor sentimento e fantasia de maneira tão direta, espontânea e original". Em 2010, a revista Rolling Stone elegeu a canção como a terceira das 100 melhores canções dos Beatles. Também esteve presente na lista das 500 melhores canções de todos os tempos da mesma revista. A canção foi escolhida como a segunda melhor dos Beatles pela Mojo, ficando atrás de "A Day In The Life". Ficou ainda em oitavo lugar das melhores músicas de todos os tempos pela Acclaimed Music.

## Filme promocional
O filme promocional de "Strawberry Fields Forever" foi um dos primeiros exemplos do que posteriormente ficou conhecido como videoclipe. Foi filmado nos dias 30 e 31 de janeiro de 1967, no Knole Park, em Sevenoaks. Foi dirigido pelo diretor de televisão sueco Peter Goldman. Goldman era amigo de Klaus Voormann, que o recomendou ao grupo. O filme apresentava efeitos de gravação reversa, animação stop motion, cortes (jump-cuts) de dia para noite, e os Beatles tocando e depois entornando tinta num piano vertical. Durante essa mesma visita ao Knole Park, Goldman produziu o filme promocional de "Penny Lane", que era o lado reverso do compacto que continha "Strawberry Fields Forever" (e, durante esse mesmo dia em Sevenoaks, John Lennon perambulou por galerias de antiguidades e comprou o poster de Pablo Fanque's Circus Royal, que o inspiraria a compor a canção "Being for the Benefit of Mr. Kite!"). Os filmes promocionais de "Strawberry Fields Forever" e "Penny Lane" foram selecionados pelo MoMA de Nova York como dois dos mais influentes videoclipes do final da década de 1960. Ambos foram originalmente transmitidos nos E.U.A. no dia 25 de fevereiro de 1967, no programa de variedades The Hollywood Palace, com o ator Van Johnson como apresentador. The Ed Sullivan Show e outros programas de variedades logo deixaram suas restrições de tempo para permitir apresentações de música psicodélica. Um desenho animado baseado na canção foi o último episódio produzido para série de desenhos animados intitulada The Beatles.

## Os músicos
The Beatles:
- John Lennon - vocal duplicado principal, guitarra rítmica, mellotron(parte final), bongôs.
- Paul McCartney - baixo, mellotron(parte inicial), piano, guitarra solo (parte final), tímpanos, bongôs
- George Harrison - guitarra solo (parte inicial), guitarra slide, maraca, harpa indiana (swarmandal), tímpanos.
- Ringo Starr - bateria e címbalo (gravação tocando de trás para frente)

Músicos adicionais e equipe de produção:
- George Martin - produtor, violoncelo e arranjo de trompete
- Geoff Emerick - engenheiro de som
- Mal Evans - reco-reco
- Neil Aspinall - guiro
- Terry Doran - maracas
- Tony Fisher; Greg Bowen; Derek Watkins; Stanley Roderick - trompetes;
- John Hall; Derek Simpson; Norman Jones - violoncelos.